# Infraclinique
 (janvier 2023).
Si vous disposez d'ouvrages ou d'articles de référence ou si vous connaissez des sites web de qualité traitant du thème abordé ici, merci de compléter l'article en donnant les références utiles à sa vérifiabilité et en les liant à la section « Notes et références ».
Un signe médical infraclinique (ou subclinique) est un signe que l'on peut observer chez le malade atteint d'une maladie donnée avant qu'il n'en présente les symptômes. Un signe infraclinique peut servir à établir un diagnostic précoce qui permet souvent d'améliorer le traitement. La détection de signes infracliniques nécessite souvent un examen médical spécifique faisant appel à des techniques sophistiquées, comme l'imagerie médicale.